# Jariban
Jariban (Arabisch: جاريبان) is een groot dorp en hoofdplaats van het gelijknamige district in het noorden van de regio Mudug in Puntland in Noord-Centraal-Somalië. Vanwege de problemen met de transcriptie van het Somalisch bestaan er diverse alternatieve spellingen: Jariiban, Jeriban, Geriban, Jaribaan, Jirriban of Jirriiban. Ook de oude naam El Hamurre komt voor in diverse variaties zoals Xamur of Xamure.
Jariban ligt in een vlak semi-aride woestijngebied met spaarzame struiken. De dagtemperaturen variëren tussen de 28 en 32 graden; de nachttemperaturen liggen het grootste deel van het jaar tussen de 20 à 27 graden.
Volgens het VN-Ontwikkelingsprogramma UNDP heeft Jariban een bevolking van ongeveer 6341 personen; in het hele district zouden ca. 39.207 mensen wonen (2005). Het zgn. "District Profile Team" schat een sedentaire bevolking van 11.400 waarvan 2800 in het stadje Jariban. Uitgaande van een nomadische bevolking van 74% betekent dat een bevolking van het totale district van 43.800 personen (2007).
Het stedelijke patroon in Jariban is ontwikkeld rond de belangrijkste waterput/bron midden in het stadje, met daaromheen een grote open plek. Deze waterput is een enorm groot gat, met een diameter van enkele meters. Huizen van één verdieping -gebouwd van steen en golfplaat- liggen in een soort radiaal patroon rondom dit 'plein', zonder een duidelijke afbakening voor wegen. De zeer slechte wegen naar Garowe, Galcaio, Eyl en het kustplaatsje Garacad (feitelijk zijn het slechts onverharde paden), komen hier samen. Jariban is om die reden erg moeilijk bereikbaar; uitsluitend met 4x4 voertuigen en vrachtwagens. In 2012 begon de Puntlandse overheid met herstelwerkzaamheden aan de hoofdweg door het land, van Galcaio naar Bosaso. Doel is dat uiteindelijk ook zijwegen worden aangelegd naar onder andere Jariban. De open plek rond het waterpunt wordt ook gebruikt als dorpsplein en voetbalveld. In de eerste 'ring' van gebouwtjes rond deze open plek bevinden zich wat winkeltjes. De centrale waterput is ook van groot belang voor de nomadische bevolking in de steppen rond Jariban. Zij laten hier van oudsher hun vee drinken. Het plaatsje ontstond rond 1945 rondom deze bron.
Jariban heeft een lagere en een middelbare school.
Er is 18 uur stroom per dag in Jariban (2012), geleverd door het bedrijf Golis. De meeste woningen zijn daarop aangesloten. Golis levert er ook de verbindingen voor mobiele telefonie. Er is geen waterleiding; hiervoor gebruikt men putten en de centrale bron. Hier worden ook tankwagens gevuld voor de leverantie van water aan verderop gelegen nederzettingen.
In de hoogtijdagen van de Somalische piraterij was Jariban een terugvalbasis voor piraten die opereerden vanuit Garacad, dat ca. 50 km verder aan de kust ligt. Eind 2011 werden de piraten en hun handlangers uit het district verdreven. De piraterij is sinds 2013 sterk afgenomen.